# هفت‌رنگو
هفت‌رنگو، روستایی در دهستان سلخ بخش حرا شهرستان قشم در استان هرمزگان ایران است.

## جمعیت
بر پایه سرشماری عمومی نفوس و مسکن در سال ۱۳۹۵، جمعیت این روستا برابر با ۶۹۹ نفر (۱۶۲ خانوار) بوده‌است.